# Technoprogressisme
Le technoprogressisme est une idéologie qui considère que le développement technologique favorise le progrès social s'il est bien encadré.
Les technoprogressistes arguent que les développements technologiques peuvent être profondément autonomisants et émancipateurs s’ils sont réglementés par des autorités démocratiques et responsables pour s’assurer que les coûts, les risques et les bénéfices sont partagés équitablement par les acteurs intéressés par ces développements,.

## Position
Le technoprogressisme maintient que les analyses du progrès devraient se concentrer à la fois sur les dimensions scientifiques et techniques ainsi que celles éthiques et sociales. Pour la plupart des perspectives technoprogressistes, donc, la croissance des connaissances scientifiques et l’accumulation de pouvoirs technologiques conduiront au progrès uniquement s'ils sont accompagnés d’une distribution équitable des coûts, des risques et des bénéfices de ces nouvelles connaissances et capacités.
De même, pour la plupart des analystes et promoteurs technoprogressistes, la réussite d’une meilleure démocratie, d’une plus grande équité, de moins de violence et d’une culture civique plus vaste sont tous désirables, mais inadéquats par eux-mêmes à confronter les enjeux des sociétés technologiques contemporaines sauf s’ils sont accompagnés de progrès en science et technologie pour soutenir et implémenter ces valeurs.
Les positions technoprogressistes fortes incluent le soutien au droit civil d'une personne de maintenir ou de modifier son esprit et son corps, selon ses propres conditions, par un recours informé et consensuel à la technologie thérapeutique ou biomédicale disponible, ou par le refus de celle-ci.
Lors de la conférence Humanity+ de novembre 2014, de nombreuses organisations transhumanistes de premier plan ont signé la Déclaration Technoprogressive. Cette déclaration énonce les valeurs du technoprogressisme.

## Liste de critiques sociaux technoprogressistes
- Le technocritique Dale Carrico (en) avec ses écrits sur le technoprogressisme[2]
- La philosophe Donna Haraway avec ses écrits sur les cyborgs[5]
- Le théoricien des médias Douglas Rushkoff avec ses écrits sur l'open source[6]
- Le critique culturel Mark Dery avec ses récits sur la cyberculture[7]
- Le journaliste scientifique Chris Mooney (en) avec son livre The Republican War on Science (en) (La Guerre contre la science du parti républicain)[8]
- Le futuriste Bruce Sterling avec son Viridian design movement (en)[9]
- Le futurologue Alex Steffen avec ses écrits sur le Bright green environmentalism (traduction littérale : environnementalisme vert et lumineux) à travers le blogue Worldchanging (en)[10]
- La journaliste scientifique Annalee Newitz avec ses écrits sur le biopunk[11],[12]
- Le bioéthicien James Hughes de l'Institute for Ethics and Emerging Technologies (en) (Institut pour l'éthique et les technologies émergentes) avec ses écrits sur le transhumanisme démocratique[13]

## Controverse
Le technocritique Dale Carrico (en), un universitaire connu pour utiliser le terme technoprogressiste comme raccourci pour décrire les politiques progressistes qui mettent l'accent sur les questions technoscientifiques, a exprimé sa préoccupation quant au fait que certains transhumanistes utilisent le terme technoprogressisme pour se décrire, avec pour conséquence de tromper éventuellement le public sur leurs véritables opinions culturelles, sociales et politiques, qui peuvent être ou non compatibles avec le technoprogressisme.